# Султан-Якуб
Султан-Якуб (1464—1490) — 3-й султан держави Ак-Коюнлу в 1478—1490 роках. Повне ім'я Гіяс ус-Салтане Абул-Музаффар Султан-Якуб бін Узун-Хасан. Складав вірші азербайджанською мовою.

## життєпис
Син Узун-Хасана. Народився у 1464 році в Діярбакирі. У 1478 році після смерті батька новим султаном став старший брат Якуба — Султан-Халіл. Від нього отримав намісництво в Діярбакирі. Втім, незабаром втрутився в боротьбу за владу, оскільки проти султана повстали брати та інші родичі. Спочатку дії Якуба були невдалими, проте у червні 1478 року в битві при місті Хой переміг брата, наказавши того стратити. Після цього Якуба було оголошено новим правителем під ім'ям Султан-Якуб.
У 1479 році намагався відновити вплив у Карамані, проте без особливого успіху. У 1480 році проти султана виступили мамлюки Єгипту, що намагалися захопити Урфу. Але війська Ак-Коюнлу здобули перемогу. У 1481 році вимушений був придушити заколот військовика Баяндур-бея в Гамадані. У битві при міста Куми Султан-Якуб завдав Баяндур-бею рішучої поразки, захопив того й стратив. Наступного року придушив повстання в Ширазі.
За цих умов влада Ак-Коюнлу на Кавказі послабилася. З метою відновлення впливу Султан-якуб уклав союз з ширваншахом Фаррух Ясаром. У 1487 році рушив проти Грузинського царства, завдав поразки Костянтину II, змусивши того визнати свою зверхність та передати Імеретію Олександру II, який також визнав залежність від Ак-Коюнлу. У 1488 році рушив на допомогу Ширвану, якого атакував Шейх Гейдара з роду Сефевідів, якому завдано поразки в області табасаранів.
Помер у 1490 році в своїй ставці в Карабасі. Підозрювали, що його отруїла дружина. Наступником став син Султан-Байсонкур.